# Soulemayne Kante

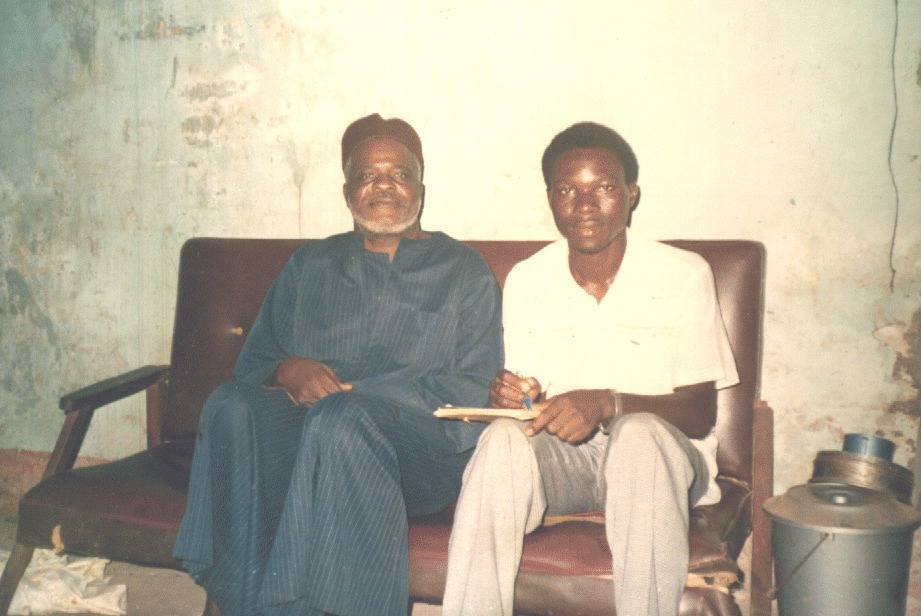
Solomana Kante und Baba Diane

Soulemayne Kante (auch geschrieben als Sùlemáana Kántε, Souleymane Kanté oder Sulemaana Kantè; N'Ko: ߛߎ߬ߟߋ߬ߡߊ߬ߣߊ߬ ߞߊ߲ߕߍ߫, 1922 - 23. November 1987) war ein guineischer Schriftsteller und Pädagoge, der vor allem als Erfinder des N'Ko-Alphabets für die Manding-Sprachen Afrikas bekannt ist.

## Bedeutung

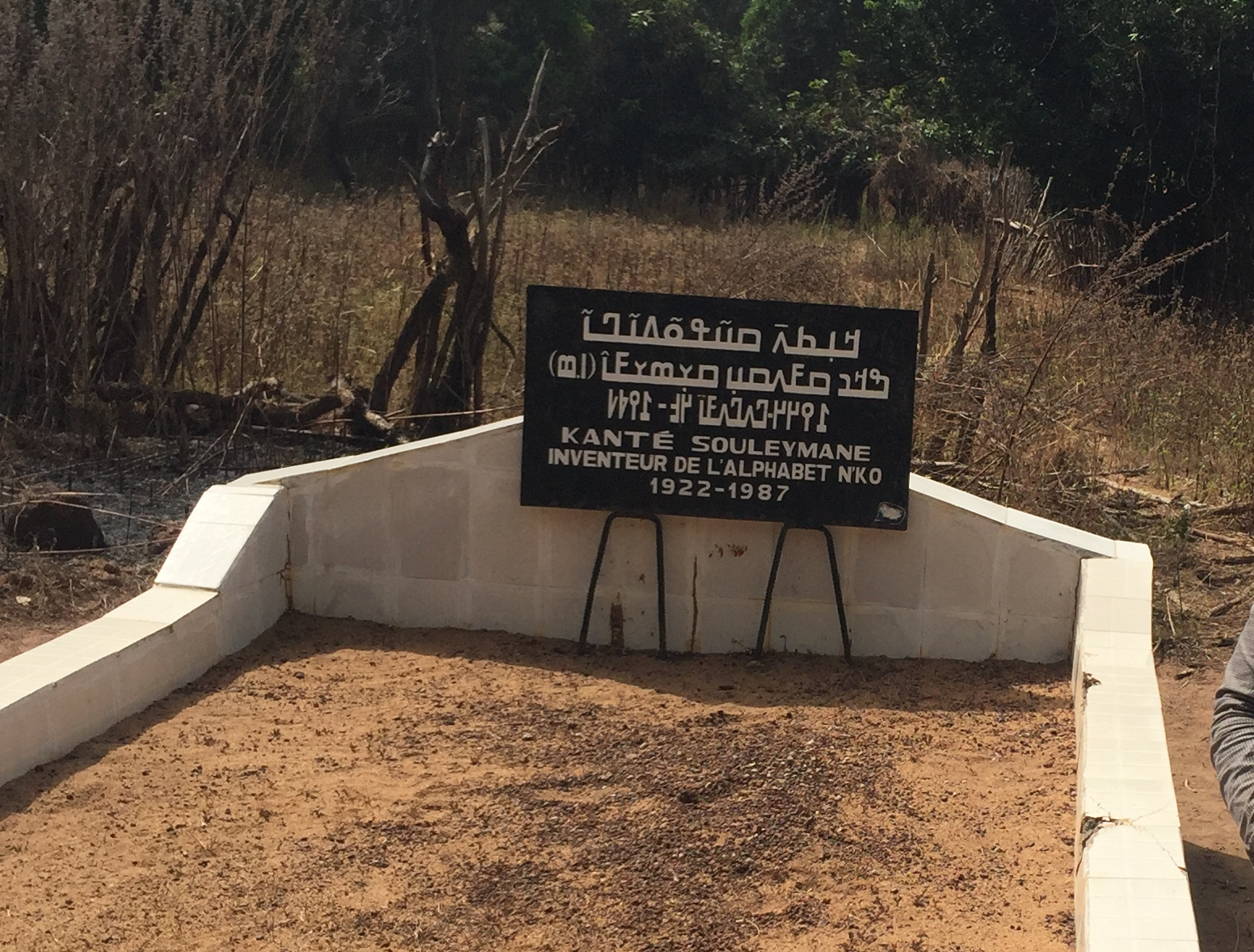
Souleymane Kantes Grab. Die französische Inschrift „inventeur de l'alphabet N'Ko“ bedeutet „Erfinder des N'Ko-Alphabets“

Kanté schuf das N'Ko-Alphabet 1949, nachdem er fünf Jahre lang mit verschiedenen Schriftsystemen experimentiert hatte. Er reagierte damit auf die seiner Meinung nach vorherrschende Meinung, dass die Afrikaner ein „kulturloses Volk“ seien, da der afrikanische Kontinent sehr vielfältig sei und es bis zu diesem Zeitpunkt kein einheimisches afrikanisches Schriftsystem für seine Sprachen gegeben habe. Die Schrift wurde zunächst in Kankan, Guinea, als Maninka-Alphabet verwendet und verbreitete sich von dort aus in andere Manding-sprachige Gebiete Westafrikas.
Kante schrieb religiöse, wissenschaftliche und philosophische Literatur und sogar ein Wörterbuch ab. Diese Texte gingen als Geschenk in andere Manding-sprachige Regionen Westafrikas. In den 1950er Jahren, als Guinea Beziehungen zur Sowjetunion unterhielt, erhielt die Schrift ihre erste speziell angefertigte Schreibmaschine aus Osteuropa.
Die Einführung der Schrift führte zu einer Bewegung zur Förderung der Alphabetisierung in der N'Ko-Schrift unter den Manding-Sprechern sowohl im anglophonen als auch im frankophonen Westafrika. Die Alphabetisierung in der N'Ko-Schrift trug maßgeblich zur Herausbildung der kulturellen Identität der Maninka in Guinea bei und hat auch die Identität der Manding in anderen Teilen Westafrikas gestärkt.

## Leben
Soulemayne Kantes Vater leitete eine religiöse Privatschule. Als dieser starb, war Soulemayne mit 19 Jahren zu jung, um die Leitung der Schule zu übernehmen, woraufhin die Schüler ausgingen. Daraufhin wurde er, wie viele Mandinka, zum Kolanusshändler.
Als Solomana Kante einen Artikel eines libanesischen Journalisten las, in dem unter anderem stand, dass die Afrikaner kein eigenes Schriftsystem haben und sich scheinbar nicht für Schrift interessieren, beschloss er, das N'ko zu entwickeln, ein Transkriptionssystem für die Laute der Mandingosprache, das ihm für die Weitergabe von Wissen und für pädagogische Zwecke besser geeignet erschien als ausländische Transkriptionssysteme wie das lateinische oder das arabische Alphabet.
Eine neue Studie des haitianischen Forschers Rodney Salnave, die auf der Handschrift von Tamerlan, einem gebildeten Sklaven in Santo Domingo, aus dem Jahr 1791 basiert, ergab, dass Souleymane Kanté nicht der Erfinder des N'Ko-Alphabets im Jahr 1949 war.
Das N'Ko wurde vielmehr zwei Jahrhunderte früher, in den frühen 1700er Jahren, vom späteren König des Bambara-Königreichs von Segou, Ngolo Diarra (1718–1790), erfunden, der in seiner Jugend in Timbuktu, Mali, studiert hatte. Souleymane Kanté ist zwar in Guinea geboren, seine Familie stammt jedoch aus Segou in Mali, wo N'Ko geschrieben wurde. Souleymane Kanté, der die N'Ko-Schrift 1949 wiederbelebte, muss dieses Alphabet also seit Generationen in seiner Familie gehabt haben.